# Gregory McMahon
Gregory McMahon (ur. 19 marca 1915 w Nowym Jorku, zm. 27 czerwca 1989 w Garden City) – amerykański polityk, członek Partii Republikańskiej.

## Działalność polityczna
W okresie od 3 stycznia 1947 do 3 stycznia 1949 przez jedną kadencję był przedstawicielem 4. okręgu wyborczego w stanie Nowy Jork w Izbie Reprezentantów Stanów Zjednoczonych.